# Ceratina takasagona
Ceratina takasagona là một loài Hymenoptera trong họ Apidae. Loài này được Shiokawa & Hirashima mô tả khoa học năm 1982.